# Sveti Vincent i Grenadini
Sveti Vincent i Grenadini su otočna država u Karipskom moru. Pripada skupini Malih Antila. Nalaze se južno od Svete Lucije, zapadno od Barbadosa i sjeverno od Grenade.

## Povijest
Domorodački Indijanci, Karibi, agresivno su sprječavali naseljavanje Europljana na Svetom Vincentu do 18. stoljeća. Od 1719. francuski naseljenici sade plantaže kave, duhana, indiga, pamuka i šećerne trske na kojima rade afrički robovi. Područje nekoliko puta potpada pod vlast Ujedinjenog Kraljevstva i vraća se u francuski posjed. Konačno od 1783. ostaje pod britanskom vlašću. 
Ukidanjem ropstva 1834. nastaje manjak radne snage na plantažama, što privlači nove naseljenike: Portugalce 1840-ih i Indijce 1860-ih. 
Sveti Vincent i Grenadini prolaze kroz razne oblike kolonijalnog statusa. Nakon raspada Federacije Zapadnih Indija 1962. dobiva vlastitu upravu, a 1979. i potpunu samostalnost.

## Ekonomija
Najvažniji ekonomski sektor je poljoprivreda. Dominira proizvodnja banana. U novije vrijeme u porastu su uslužne djelatnosti, naročito turizam. Zbog neuspjeha u uvođenju novih industrija nastavlja se razdoblje visokog stupnja nezaposlenosti. Najveći problem razvoju otoka je ovisnost privrede o urodu dominantne privredne kulture i vremenskim uvjetima (tropske oluje nanose veliku štetu).

## Stanovništvo
Najveći dio stanovništva čine potomci afričkih robova dovođenih za rad na plantažama. Slijede miješani potomci Indijanaca i crnaca, te nešto bijelaca (potomaka engleskih kolonista), Indijaca i Kariba. Zbog loše ekonomske situacije i nezaposlenosti stanovništvo emigrira u druge države.

## Jezici
Na Svetom Vincentu i Grenadinima govore se engleski 400 (2004) i vincentski kreolski engleski 138.000 (Holm 1989).

## Vanjske poveznice
|  | Zajednički poslužitelj ima stranicu o temi Saint Vincent and the Grenadines    |
|  | Zajednički poslužitelj ima još gradiva o temi Saint Vincent and the Grenadines |
|  | Zajednički poslužitelj sadrži atlas Saint Vincent and the Grenadines           |